# VDL Konings
VDL Konings B.V.  ist ein niederländisches Maschinenbau-Unternehmen.

## Unternehmensgeschichte
Das Unternehmen wurde 1873 in Swalmen gegründet. Zunächst entstanden Maschinen, Industriemaschinen und Karussells. 1901 begann die Produktion von Automobilen. 1906 endete die Automobilproduktion nach 6 hergestellten Exemplaren. Das Unternehmen besteht heute noch.

## Fahrzeuge
Ferdinand Anderheggen aus Amsterdam, der seinerseits zwischen 1901 und 1902 Automobile produzierte und als Anderheggen vermarktete, entwarf die Fahrzeuge für Konings. Der Einbaumotor stammte von Abeille. Eines der Fahrzeuge war ein Lieferwagen mit 1000 kg Nutzlast. 1932 entstand versuchsweise ein Lastkraftwagen mit zwei Motoren.